# Alfred Morettis Opus
Alfred Morettis Opus ist ein Mystery-Horrorfilm von Mark Anthony Green. In seinem Spielfilmdebüt spielt Ayo Edebiri eine Journalistin. Der Film mit John Malkovich, Juliette Lewis, Murray Bartlett und Amber Midthunder in weiteren Rollen feierte Ende Januar 2025 beim Sundance Film Festival seine Premiere und kam Mitte März 2025 in die US-Kinos. Der Kinostart in Deutschland erfolgte Ende April 2025.

## Handlung
Die junge Journalistin Ariel Ecton arbeitet für ein renommiertes Musikmagazin. Alfred Moretti, ein visionärer Pop-Superstar, verschwand vor 30 Jahren unter ungeklärten Umständen von der Bildfläche. Als bekannt wird, dass er ein neues Album herausbringt, wird Stan Sullivan, Ariel Ectons Chef,  zu einem exklusiven Hörevent in Alfred Morettis abgelegenem Wüstenanwesen eingeladen – unerklärlicherweise aber auch Ariel Ecton. Ihr Chef Stan macht ihr gegenüber deutlich, dass er alleine den Artikel über das neue Album schreiben wird, und sie ihm bei seiner Arbeit am besten nur zuschaut.
Schnell erkennen Stan und Ariel, dass Moretti sie nicht mit guten Absichten zu sich eingeladen hat. Ihr Gastgeber hat eine Art Sekte um sich herum versammelt und stellt seinen Gästen rund um die Uhr Concierges an die Seite, die ihnen überallhin folgen und sie ständig überwachen, so wie es die Journalisten viele Jahre bei Moretti getan haben. In einem makaberen Puppenspiel zeigt er ihnen, wie Reporter und Paparazzi Künstler oft mit beleidigenden Fragen belästigen.

## Produktion

### Filmstab und Besetzung
Es handelt sich bei Alfred Morettis Opus um das Spielfilmdebüt von Mark Anthony Green, der auch das Drehbuch schrieb. Er war zuvor als Journalist beim amerikanischen Magazin GQ tätig.
Die Golden-Globe- und Emmy-Preisträgerin Ayo Edebiri spielt in der Hauptrolle die Journalistin Ariel Ecton. Murray Bartlett spielt ihren Chef Stan und der zweifach für den Oscar nominierte John Malkovich die  Poplegende Alfred Moretti, der sie beide zu sich eingeladen hat. Young Mazino ist zu Beginn des Films in der Rolle von Ariels Freund Kent zu sehen. In weiteren Rollen spielen Juliette Lewis und Amber Midthunder. Cameo-Auftritte haben der Rapper Lil Nas X, die Grammy-Preisträgerin Olivia Rodrigo und der Rocksänger Lenny Kravitz. Auch die Stimme von Rosario Dawson ist bei Morettis makaberem Puppenspiel in der Rolle von Billie Holiday zu hören. Das Casting übernahm Angelique Midthunder.

### Dreharbeiten und Filmmusik

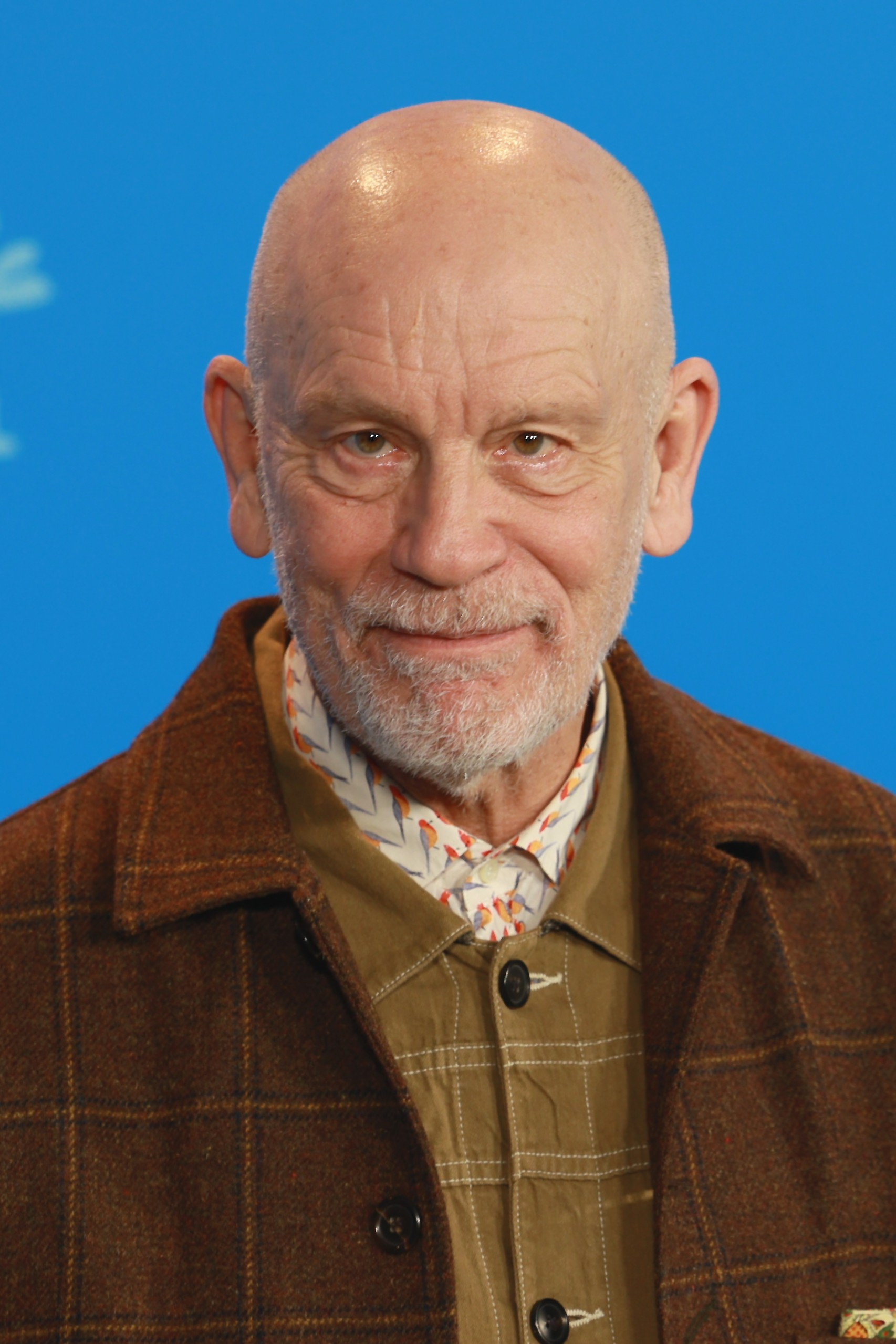
John Malkovich spielt den Pop-Superstar Albert Moretti

Die Dreharbeiten wurden im November 2023 in Pojoaque in New Mexico begonnen und dauerten rund einen Monat lang. Weitere Aufnahmen entstanden in und um Albuquerque. Als Kameramann fungierte Tommy Maddox-Upshaw, der zuletzt für Fernsehserien wie Snowfall, The Man Who Fell to Earth und White Men Can't Jump tätig war.
Die Filmmusik komponierten Danny Bensi und Saunder Jurriaans, zu deren gemeinsamen früheren Arbeiten Filme wie The Discovery, Der verlorene Sohn, Biosphere und Speak No Evil gehören. Die im Film zu hörenden Songs, die John Malkovich bereits vor Beginn der Dreharbeiten in einem Studio in Boston einsang, schrieb Nile Rodgers. Er ist Mitbegründer von Chic und The-Dream und schrieb in der Vergangenheit auch Hits für Künstler wie Rihanna, Beyoncé und Justin Bieber. Mitte Februar 2025 veröffentlichte A24 Music mit Dina, Simone den ersten dieser Songs des Soundtrack-Albums.

### Marketing und Veröffentlichung
Die Weltpremiere des Films fand am 27. Januar 2025 beim Sundance Film Festival statt. Kurz zuvor wurde der erste Trailer vorgestellt. Am 14. März 2025 kam der Film in die US-Kinos. In Deutschland erlebte der Film seine Kino-Premiere am 24. April 2025. Im Juli 2025 wird er beim Neuchâtel International Fantastic Film Festival gezeigt.

## Rezeption
Die Kritiken fielen gemischt aus.